# Mespaul
Mespaul település Franciaországban, Finistère megyében. Lakosainak száma 935 fő (2022. január 1.). Mespaul Plouénan, Plougoulm, Plouvorn, Plouzévédé és Trézilidé községekkel határos.

## Népesség
A település népességének változása:
| Lakosok száma | 937  | 779  | 797  | 841  | 918  | 930  | 966  | 943  | 932  | 935  |
|               | 1968 | 1982 | 1990 | 2006 | 2013 | 2015 | 2017 | 2019 | 2020 | 2022 |